# 強い互恵性
強い互恵性（つよいごけいせい、英: Strong reciprocity）とは、行動経済学、進化心理学、および進化人類学における研究分野で、明白な利益がない場合でも協力する傾向について研究する分野である。この話題は、つきあい方の科学を研究する者にとって特に興味深く、これらの行動は多くの協力モデルによる予測と矛盾しているように見える。これに対応して、強い互恵性に関する現在の研究は、この行動を説明できる進化モデルの開発に焦点を当てている。強い互恵性の批判者は、これが実験室実験の産物であり、現実世界における協力行動を反映していないと主張する。

## 強い互恵性の証拠

### 実験的証拠
実験経済学からの様々な研究が、他者との協力への意欲や、協力しない者を罰するためにコストを負担する意欲を実証することで、強い互恵性の証拠を提供している。

#### 協力の証拠
協力レベルを測定するために使用される実験的ゲームの1つが独裁者ゲームである。独裁者ゲームの標準形式では、2人の匿名の無関係な参加者がいる。1人の参加者に配分者の役割が、もう1人に受領者の役割が割り当てられる。配分者にはある金額が割り当てられ、それを好きなように分配できる。参加者が利得を最大化しようとする場合、配分者が受領者に何も割り当てないことが合理的な解決策（ナッシュ均衡）となる。2011年の616の独裁者ゲーム研究のメタ分析で、エンゲルは平均配分が28.3%で、36%の参加者が何も与えず、17%が平等な分配を選択し、5.44%が受領者にすべてを与えたことを発見した。
信頼ゲームは独裁者ゲームの拡張で、強い互恵性の追加的な証拠を提供する。信頼ゲームは、配分者から受領者に与えられた金額を1より大きい値で乗算し、その後受領者が配分者に一定額を返却できるようにすることで独裁者ゲームを拡張している。この場合も、参加者が利得を最大化しようとするなら、受領者は配分者に何も返さず、配分者は受領者に何も割り当てないはずである。2009年の84の信頼ゲーム研究のメタ分析では、配分者は平均51%を与え、受領者は平均37%を返却したことが明らかになった。
強い互恵性の選好を示すために使用される第三の一般的な実験は公共財ゲームである。公共財ゲームでは、複数の参加者がグループに配置される。各参加者にはある金額が与えられる。そして、彼らは自分の割り当ての任意の額を共通のプールに寄付できる。共通のプールは1より大きい額を乗算され、その後、寄付額に関係なく各参加者に均等に再分配される。このゲームでは、利得を最大化しようとする者にとって、合理的なナッシュ均衡戦略は何も寄付しないことである。しかし、2001年の研究で、フィッシュバッハーは平均33.5%の寄付を観察した。

#### 非協力者を罰する証拠
強い互恵性の第二の要素は、罰が高コストな場合でも、人々が協力しない者を罰することをいとわないということである。罰には第二者罰と第三者罰の2種類がある。第二者罰では、他者の非協力によって被害を受けた人が非協力者を罰する機会を持つ。第三者罰では、関与していない第三者が非協力者を罰する機会を持つ。
第二者罰に対する意欲を測定するために一般的に使用されるゲームは最後通牒ゲームである。このゲームは、先に説明した独裁者ゲームと非常によく似ており、配分者が自分と受領者の間で金額を分配する。最後通牒ゲームでは、受領者はその提案を受け入れるか、両者が何も受け取れない結果となる拒否をするかの選択権を持つ。受領者が利得最大化を目指す場合、彼らがどのような提案でも受け入れることがナッシュ均衡となり、したがって配分者は可能な限りゼロに近い額を提案することが最適となる。しかし、実験結果は配分者が通常40%以上を提案し、受領者は16%の確率で拒否することを示している。受領者は高額の提案よりも低額の提案を拒否する可能性が高い。第二者罰のもう一つの例は、先に説明した公共財ゲームに、参加者が他の参加者を罰するためにコストを支払うことができる第二段階を追加したものである。このゲームでは、利得最大化を目指す者の合理的なナッシュ均衡戦略は罰を与えず、寄付もしないことである。しかし、実験結果は、参加者が平均的な寄付水準から逸脱する者を罰するためにコストを支払う意思があることを示している - その程度は低額の寄付が不利になるほどで、これにより持続的な協力が可能になる。
独裁者ゲームと囚人のジレンマの修正版は、コストのかかる第三者罰に従事する意欲を支持する証拠を提供する。修正版独裁者ゲームは従来の独裁者ゲームと全く同じだが、第三者が観察する点が異なる。配分者が決定を下した後、第三者は配分者を罰するためにコストを支払う機会を持つ。利得を最大化する第三者は罰を選択せず、同様に合理的な配分者は全額を自分のものにすることを選択するはずである。しかし、実験結果は第三者の大多数が50%未満の配分を罰することを示している。
第三者罰付き囚人のジレンマでは、2人の参加者が囚人のジレンマをプレイし、各参加者は協力か裏切りのいずれかを選択しなければならない。このゲームは、他のプレイヤーが何を選択するかに関係なく、所得最大化を目指す者にとって、両者が協力する場合の方が両者が裏切る場合よりも高い利得が得られるにもかかわらず、常に裏切りを選択することが合理的になるように設定されている。第三者がこのやり取りを観察し、その後、いずれかのプレイヤーを罰するためにコストを支払うことができる。所得最大化を目指す第三者の合理的な反応は罰を与えないことであり、所得最大化を目指すプレイヤーは裏切りを選択するはずである。2004年の研究は、参加者の半数近く（46%）が1人の参加者が裏切った場合に罰を与えるためにコストを支払う意思があることを示している。両者が裏切った場合でも、21%が依然として罰を与える意思がある。

#### 実験から現場へのリンク
他の研究者は、社会的選好に関するこれらの行動経済学の実験室実験が、現場での行動に一般化できる程度を調査している。2011年の研究で、フェアとライブラントは、ブラジルのエビ漁師のコミュニティにおける公共財ゲームへの貢献と公共財への参加の関係を調査した。これらのエビ漁師は、未成熟なエビを逃がすために漁具の底に穴を開け、それによって共有のエビ資源という公共財に投資している。穴のサイズは、大きな穴がより多くのエビを逃がすことができるため、参加者の協力の度合いとみなすことができる。フェアとライブラントは、他の多くの影響要因を制御した上で、穴のサイズと公共財ゲーム実験における貢献との間に正の関係があることを実証した。
ルスタギと同僚らは、森林管理に参加しているエチオピアのバレ・オロモ遊牧民49グループで同様の効果を実証することができた。公共財ゲーム実験の結果は、参加した遊牧民の3分の1以上が条件付き協力者、すなわち他の協力者と協力する者であることを明らかにした。ルスタギらは、条件付き協力者の割合が大きいグループほど、より多くの木を植えたことを実証した。

### 民族誌的フィールド証拠
実験結果に加えて、人類学者によって収集された民族誌は、フィールドで観察された強い互恵性を記述している。
無首長制のアフリカの牧畜集団であるトゥルカナ族の記録は、強い互恵性の行動を示している。誰かが戦闘で臆病な行動をとったり、その他のフリーライダー行為を行った場合、集団は協議して違反が発生したかどうかを決定する。違反が発生したと判断した場合、違反者の年齢集団によって体罰が執行される。重要なことに、リスクを負う年齢集団は必ずしも被害を受けた者ではなく、これはコストのかかる第三者罰となっている。
オーストラリアのワリブリ族も三者による高コストの処罰を示している。地域社会は殺人、姦通、窃盗などの行為が違反であったかどうかを判断する。その後、コミュニティは処罰を執行する者と、その者を報復から保護する者を任命する。オーストラリアの中央砂漠のアランダ狩猟採集民からのデータは、この処罰が非常に高コストとなり得ることを示唆している。なぜなら、処罰された者の家族からの報復のリスクを伴い、それは殺人にまで及ぶ可能性があるためである。

## 強い互恵性を説明する協力の進化モデル
強い互恵性の存在を説明するために、多くの進化モデルが提案されている。このセクションでは、そのようなモデルの重要な一部について簡単に触れる。
強い互恵性の最初のモデルは、2000年にハーバート・ギンタスによって提案され、後のモデルで対処される多くの単純化された仮定を含んでいた。2004年、サミュエル・ボウルズとギンタスは、人間に固有の認知的、言語的、その他の能力を組み込んだフォローアップモデルを提示し、これらの能力が大規模な公共財ゲームにおける社会規範の力をどのように強化できるかを示した。2001年のモデルで、ジョセフ・ヘンリックとロバート・ボイドもまた、文化的情報の同調的伝達を組み込むことでギンタスのモデルを発展させ、これが協力的な集団規範を安定化させることができることを示した。
ボイド、ギンタス、ボウルズ、およびピーター・リチャードソンによる2003年の第三者罰の進化モデルは、利他的な贈与と利他的な処罰の基礎となる論理は同じかもしれないが、進化的動態は異なることを示している。このモデルは、より良いパフォーマンスを示す集団を選択するために文化的集団選択を採用し、集団内の行動を安定化させるために規範を使用した最初のモデルである。
以前提案された多くのモデルがコストがかかり、調整されていなかったが、2010年のボイド、ギンタス、ボウルズによるモデルは、調整された高コストの処罰のメカニズムを提示している。このクォーラムセンシングモデルでは、各エージェントは処罰に従事する意思があるかどうかを選択する。処罰に従事する意思のある十分な数のエージェントがいれば、集団は集合的に処罰を実行する。このモデルの重要な側面は、強い互恵性が集団内でまれな場合は自己関心的であるが、一般的な場合は利他的になり得るということである。

## 文化的差異
独裁者ゲームの行動において、顕著な文化的差異が観察されている。2001年に、世界中の15の小規模社会で独裁者ゲーム実験が実施された。実験結果は劇的な変動を示し、平均提供額が26%と少ない集団もあれば、58%と多い集団もあった。受領者の結果のパターンも興味深く、一部の文化では50%を超える提案を拒否する参加者もいた。ヘンリックらは、独裁者ゲームの配分の最良の予測因子は、集団の規模（小規模集団は少なく提供）と市場統合（市場との関与が大きいほど、参加者の提供額が多い）であると判断した。この研究は、異なる15の小規模社会で、より良い市場統合の測定とともに繰り返され、同様の結果のパターンが見出された。これらの結果は二重相続理論仮説と一致する。同じ研究者による後の論文は、宗教を第三の主要な要因として特定した。世界宗教に参加する人々は、強い互恵性行動を示す可能性が高かった。

## 批判
強い互恵性理論に対する特に顕著な批判は、それが実際の環境で見られる行動と一致しないということである。特に、フィールドにおける第三者罰の存在が疑問視されている。この批判に対して、効果的であれば第三者罰は滅多に使用されず、したがって観察が困難になるという指摘がある。また、フィールドにおける三者による高コストの処罰の証拠があるという指摘もある。批判者はこれらの主張に対して、高コストの第三者罰の実証とその不在の両方を、その存在の証拠として主張することは不公平であると反論している。また、提示された民族誌的証拠が本当に高コストの第三者罰であるかどうかを疑問視し、処罰のコストと便益の追加分析を求めている。他の研究では、個人内で異なるタイプの強い互恵性が他のタイプの強い互恵性を予測しないことが示されている。

## 意義
強い互恵性の存在は、純粋に物質的な自己利益に基づいて開発されたシステムが、市場における重要な動機付けを見落としている可能性があることを示唆している。このセクションでは、可能性のある意義の2つの例を示す。応用分野の1つはインセンティブ制度の設計である。例えば、標準的な契約理論は、契約の不完全性の程度や、実施が容易であっても業績評価指標が使用されないことを説明するのが困難である。強い互恵性とそれに基づくモデルは、これが人々の物質的な自己利益に反していても公平に行動する意欲によって説明できることを示唆している。実験結果は、参加者がより不完全な契約を好み、労働者が自己利益を超えて公平な量を寄与する意思があることを示している。
強い互恵性のもう1つの応用は、財産権と所有構造の配分である。財産の共同所有は公共財ゲームと非常によく似ており、所有者が独立して共通のプールに寄与し、その投資収益が全当事者に均等に分配される。この所有構造はコモンズの悲劇の影響を受け、全当事者が自己利益を追求する場合、誰も投資しないことになる。あるいは、財産は所有者と従業員の関係で配分され、従業員は所有者に雇用され、特定の投資水準に対して特定の賃金が支払われる。実験研究では、参加者は一般的に共同所有を好み、所有者従業員組織よりも共同所有の下でより良い成果を上げることが示されている。

### 主要な貢献者
- エルンスト・フェア（英語版）
- ハーバート・ギンタス
- サミュエル・ボウルズ
- ジョセフ・ヘンリック
- ロバート・ボイド（英語版）
- ピーター・リチャードソン（英語版）